# Joanne Goode
Joanne Goode (född 17 november 1972) är en brittisk idrottare som tog brons i badminton tillsammans med Simon Archer vid olympiska sommarspelen 2000 i Sydney.